# Oost-Pruisisch voetbalkampioenschap 1924/25
In 1924/25 werd het tiende Oost-Pruisisch voetbalkampioenschap gespeeld, dat georganiseerd werd door de Baltische voetbalbond.
VfB Königsberg werd kampioen en plaatste zich voor de Baltische eindronde. Ook hier werd de club kampioen en plaatste zich zo voor de eindronde om de Duitse landstitel. De club verloor in de eerste ronde van Hertha BSC.

## Reguliere competitie
Het format wijzigde dit jaar in Oost-Pruisen. In het voorjaar vond een competitie plaats waarvan de winnaars zich plaatsten voor de eindronde van dit jaar. In de herfst van 1924 werd er een tweede overgangsronde gespeeld, waarvan de winnaars zich voor de Bezirkspokale plaatsten, waar de club zich konden plaatsen voor de eindronde in het volgende seizoen. 

### Bezirksliga Königsberg

#### Voorjaarsronde
| Plaats | Club                             | Wed. | W | G | V | Saldo | Ptn. |
| ------ | -------------------------------- | ---- | - | - | - | ----- | ---- |
| 1.     | VfB 1900 Königsberg              | 8    | 6 | 2 | 0 | 25:4  | 14   |
| 2.     | SV Prussia-Samland Königsberg    | 6    | 5 | 0 | 1 | 18:6  | 10   |
| 3.     | SV Rasensport-Preußen Königsberg | 8    | 4 | 2 | 2 | 18:13 | 10   |
| 4.     | Königsberger STV                 | 8    | 5 | 0 | 3 | 13:11 | 10   |
| 5.     | SpVgg ASCO 1902 Königsberg       | 7    | 2 | 3 | 2 | 13:6  | 7    |
| 6.     | SC Baltia 1903 Königsberg        | 8    | 2 | 1 | 5 | 13:22 | 5    |
| 7.     | SV Concordia 1911 Königsberg     | 7    | 2 | 0 | 5 | 2:18  | 4    |
| 8.     | SC Hansa Königsberg              | 8    | 1 | 2 | 5 | 14:28 | 4    |
| 9.     | SC Rothenstein Königsberg        | 8    | 1 | 2 | 5 | 9:17  | 4    |

|  | Kampioen, geplaatst voor eindronde                                                       |
|  | Trok zich na dit seizoen terug voor de overgangsronde, maar nam in 1925/26 wel weer deel |

#### Overgangsronde
| Plaats | Club                             | Wed. | W  | G | V  | Saldo | Ptn. |
| ------ | -------------------------------- | ---- | -- | - | -- | ----- | ---- |
| 1.     | VfB 1900 Königsberg              | 14   | 12 | 1 | 1  | 83:12 | 25   |
| 2.     | SV Prussia-Samland Königsberg    | 14   | 11 | 1 | 2  | 55:17 | 23   |
| 3.     | Königsberger STV                 | 14   | 8  | 2 | 4  | 35:20 | 18   |
| 4.     | SV Rasensport-Preußen Königsberg | 14   | 6  | 1 | 7  | 42:37 | 13   |
| 5.     | SC Hansa Königsberg              | 14   | 4  | 3 | 7  | 19:49 | 11   |
| 6.     | SC Rothenstein Königsberg        | 14   | 4  | 2 | 8  | 23:29 | 10   |
| 7.     | SV Concordia 1911 Königsberg     | 14   | 2  | 3 | 9  | 10:61 | 7    |
| 8.     | SC Baltia 1903 Königsberg        | 14   | 2  | 1 | 11 | 13:55 | 5    |

|  | Geplaatst voor eindronde 1925/26 |

### Bezirksliga Tilsit
Na meningsverschillen verzocht het gebied Insterburg zich af te scheiden van de Bezirksliga Insterburg-Gumbinnen en om aansluiting te krijgen van Tilsit. De oorspronkelijke overgangsronde begon op 19 oktober 1924, maar de herindeling werd op 10 januari 1925 door de voetbalbond afgewezen. Daardoor werden de reeds gespeelde wedstrijden geklasseerd als vriendschappelijke wedstrijden, de andere wedstrijden werden dan wel als officieel beschouwd.

#### Voorjaarsronde
Door de Reinliche Scheiding moesten voetbalclubs zelfstandig worden van de turnclubs. SpVgg Memel is de voetbalafdeling van MTV Memel. 
| Plaats | Club                    | Wed. | W | G | V | Saldo | Ptn. |
| ------ | ----------------------- | ---- | - | - | - | ----- | ---- |
| 1.     | SC Lituania 1904 Tilsit | 4    | 3 | 0 | 1 | 3:2   | 6    |
| 2.     | VfK Tilsit 1911/1921    | 4    | 2 | 1 | 1 | 5:6   | 5    |
| 3.     | SpVgg Memel             | 4    | 0 | 1 | 3 | 3:3   | 1    |

|  | Kampioen, geplaatst voor eindronde |

#### Overgangsronde
Officeus
| Plaats | Club                    | Wed. | W  | G | V  | Saldo | Ptn. |
| ------ | ----------------------- | ---- | -- | - | -- | ----- | ---- |
| 1.     | SpVgg Memel             | 12   | 10 | 1 | 1  | 43:14 | 21   |
| 2.     | SV Insterburg           | 10   | 6  | 0 | 4  | 45:25 | 12   |
| 3.     | SC Lituania 1904 Tilsit | 11   | 4  | 3 | 4  | 28:22 | 11   |
| 4.     | VfK Tilsit 1911/1921    | 11   | 4  | 3 | 4  | 25:23 | 11   |
| 5.     | SC Preußen Insterburg   | 9    | 5  | 0 | 4  | 30:22 | 10   |
| 6.     | SV Yorck Insterburg     | 10   | 4  | 0 | 6  | 26:29 | 8    |
| 7.     | VfB Tilsit              | 11   | 2  | 2 | 7  | 13:31 | 6    |
| 8.     | VfL Ragnit              | 12   | 1  | 1 | 10 | 13:57 | 3    |

Officieel
| Plaats | Club                    | Wed. | W | G | V | Saldo | Ptn. |
| ------ | ----------------------- | ---- | - | - | - | ----- | ---- |
| 1.     | SpVgg Memel             | 8    | 7 | 1 | 1 | 31:7  | 15   |
| 2.     | VfK Tilsit 1911/1921    | 8    | 3 | 3 | 2 | 17:9  | 9    |
| 3.     | SC Lituania 1904 Tilsit | 8    | 2 | 3 | 3 | 15:14 | 7    |
| 4.     | VfB Tilsit              | 8    | 1 | 2 | 5 | 10:17 | 4    |
| 5.     | VfL Ragnit              | 8    | 1 | 1 | 6 | 8:34  | 3    |

|  | Geplaatst voor Bezirkspokal Ost |

### Bezirksliga Insterburg-Gumbinnen
In navolging van de onenigheden tussen de steden Insterburg en Gumbinnen-Stalluponen  en het verzoek van Insterburg om in de Bezirksliga Tilsit te mogen spelen werd er in dit district geen overgangsronde gespeeld. 
| Plaats | Club                      | Wed. | W | G | V | Saldo | Ptn. |
| ------ | ------------------------- | ---- | - | - | - | ----- | ---- |
| 1.     | FC Preußen 1907 Gumbinnen | 10   | 6 | 3 | 1 | 28:13 | 15   |
| 2.     | SV Insterburg             | 10   | 6 | 1 | 3 | 32:15 | 13   |
| 3.     | SC Preußen Insterburg     | 8    | 4 | 2 | 2 | 11:10 | 10   |
| 4.     | SC Ost Eydtkuhnen         | 9    | 4 | 1 | 4 | 22:18 | 9    |
| 5.     | SV Yorck Insterburg       | 10   | 3 | 0 | 7 | 12:32 | 6    |
| 6.     | SV Stallupönen            | 9    | 1 | 1 | 7 | 9:26  | 3    |

|  | Kampioen, geplaatst voor eindronde en Bezirkspokal Ost |
|  | Geplaatst voor Bezirkspokal Ost                        |

### Bezirksliga Südostpreußen

#### Voorjaarsronde
| Plaats | Club                        | Wed. | W | G | V | Saldo | Ptn. |
| ------ | --------------------------- | ---- | - | - | - | ----- | ---- |
| 1.     | SV Viktoria Allenstein 1916 | 10   | 9 | 0 | 1 | 54:7  | 18   |
| 2.     | VfB Deutsch Eylau           | 9    | 6 | 0 | 3 | 32:21 | 12   |
| 3.     | SV Allenstein 1910          | 7    | 4 | 0 | 3 | 20:14 | 8    |
| 4.     | SV Buchwalde                | 7    | 2 | 0 | 5 | 3:25  | 4    |
| 5.     | VfB Osterode                | 4    | 1 | 0 | 3 | 3:16  | 2    |
| 6.     | Osteroder SC 1908           | 5    | 1 | 0 | 4 | 5:23  | 2    |
| 7.     | VfB Neidenburg              | 6    | 1 | 0 | 5 | 2:13  | 2    |

|  | Kampioen, geplaatst voor eindronde |
|  | Degradatie                         |

#### Overgangsronde
| Plaats | Club                        | Wed. | W | G | V | Saldo | Ptn. |
| ------ | --------------------------- | ---- | - | - | - | ----- | ---- |
| 1.     | SV Viktoria Allenstein 1916 | 7    | 6 | 1 | 0 | 38:4  | 13   |
| 2.     | SV Allenstein 1910          | 6    | 4 | 1 | 1 | 14:4  | 9    |
| 3.     | VfB Osterode                | 6    | 2 | 1 | 3 | 8:16  | 5    |
| 4.     | VfB Deutsch Eylau           | 5    | 2 | 0 | 3 | 4:15  | 4    |
| 5.     | Osteroder SC 1908           | 5    | 1 | 1 | 3 | 4:21  | 3    |
| 6.     | SV Buchwalde                | 5    | 0 | 0 | 5 | 3:11  | 0    |

|  | Geplaatst voor Bezirkspokal West |
|  | Degradatie                       |

### Bezirksliga Masuren

#### Voorjaarsronde
| Plaats | Club                   | Wed. | W | G | V | Saldo | Ptn. |
| ------ | ---------------------- | ---- | - | - | - | ----- | ---- |
| 1.     | SV Masovia Lyck        | 3    | 3 | 0 | 0 | 8:5   | 6    |
| 2.     | SV Sensburg 1920       | 2    | 1 | 0 | 1 | 4:4   | 2    |
| 3.     | SVgg Hindenburg Lötzen | 3    | 0 | 0 | 3 | 4:7   | 0    |
| 4.     | SV Marggabowa 1915     | 0    | 0 | 0 | 0 | 0:0   | 0    |

|  | Kampioen, geplaatst voor eindronde |

#### Herfstronde
| Plaats | Club                   | Wed. | W | G | V | Saldo | Ptn. |
| ------ | ---------------------- | ---- | - | - | - | ----- | ---- |
| 1.     | SV Sensburg 1920       | 4    | 3 | 1 | 0 | 12:4  | 7    |
| 2.     | SV Masovia Lyck        | 5    | 3 | 1 | 1 | 16:8  | 7    |
| 3.     | SVgg Hindenburg Lötzen | 5    | 2 | 1 | 2 | 11:10 | 5    |
| 4.     | SV Lötzen              | 3    | 1 | 0 | 2 | 1:8   | 2    |
| 5.     | SV Marggabowa 1915     | 5    | 0 | 1 | 4 | 8:18  | 1    |

|  | Play-off |

Play-off
|                 |                 |       |                  |              |
| 3 augustus 1924 | SV Masovia Lyck | 5 – 4 | SV Sensburg 1920 | Johannisburg |
| 3 augustus 1924 |                 |       |                  | Johannisburg |

#### Overgangssronde
| Plaats | Club                   | Wed. | W | G | V | Saldo | Ptn. |
| ------ | ---------------------- | ---- | - | - | - | ----- | ---- |
| 1.     | SV Masovia Lyck        | 6    | 5 | 1 | 0 | 13:5  | 11   |
| 2.     | SV Marggabowa 1915     | 6    | 3 | 1 | 2 | 11:11 | 7    |
| 3.     | SV Sensburg 1920       | 6    | 1 | 2 | 3 | 10:14 | 4    |
| 4.     | SVgg Hindenburg Lötzen | 6    | 0 | 2 | 4 | 4:8   | 2    |

|  | Geplaatst voor Bezirkspokal Süd |

### Bezirksliga Ostpreußen West

#### Voorjaarsronde
| Plaats | Club                 | Wed. | W | G | V | Saldo | Ptn. |
| ------ | -------------------- | ---- | - | - | - | ----- | ---- |
| 1.     | SV Viktoria Elbing   | 7    | 4 | 1 | 2 | 13:12 | 9    |
| 2.     | VfR Hansa Elbing     | 6    | 4 | 0 | 2 | 12:8  | 8    |
| 3.     | Marienburger SV 1905 | 6    | 3 | 2 | 1 | 10:10 | 8    |
| 4.     | Elbinger SV 1905     | 7    | 3 | 1 | 3 | 9:10  | 7    |
| 5.     | SV Marienwerder      | 8    | 1 | 0 | 7 | 2:6   | 2    |

|  | Kampioen, geplaatst voor eindronde |

#### Herfstronde
De voetbalafdelingen van sportclubs Marienburger SV 05 en SV Marienwerder werden zelfstandig onder de namen Marienburger MSV 1924 en MSV Marienwerder.
| Plaats | Club                  | Wed. | W | G | V | Saldo | Ptn. |
| ------ | --------------------- | ---- | - | - | - | ----- | ---- |
| 1.     | VfR Hansa Elbing      | 4    | 2 | 1 | 1 | 7:3   | 5    |
| 2.     | SV Viktoria Elbing    | 4    | 2 | 1 | 1 | 9:6   | 5    |
| 3.     | Elbinger SV 1905      | 3    | 2 | 0 | 1 | 7:6   | 4    |
| 4.     | Marienburger MSV 1924 | 4    | 1 | 2 | 1 | 10:10 | 4    |
| 5.     | MSV Marienwerder      | 3    | 0 | 0 | 3 | 5:13  | 0    |

|  | Kampioen |

#### Overgangsronde
MSV Marienwerder wijzigde de naam in SV Preußen Marienwerder.
| Plaats | Club                    | Wed. | W | G | V | Saldo | Ptn. |
| ------ | ----------------------- | ---- | - | - | - | ----- | ---- |
| 1.     | SV Viktoria Elbing      | 6    | 6 | 0 | 0 | 24:8  | 12   |
| 2.     | VfR Hansa Elbing        | 4    | 3 | 0 | 1 | 13:5  | 6    |
| 3.     | Elbinger SV 1905        | 4    | 1 | 0 | 3 | 8:13  | 2    |
| 4.     | SV Preußen Marienwerder | 4    | 1 | 0 | 3 | 6:11  | 2    |
| 5.     | Marienburger MSV 1924   | 4    | 0 | 0 | 4 | 4:18  | 0    |

|  | Geplaatst voor Bezirkspokal West |

### Bezirksliga Ostpreußen Mitte

#### Voorjaarsronde
De volledige eindstand is niet meer bekend, wel speelde HIndenburg Rastenburg de eindronde. 
| Plaats | Club                     | Wed. | W | G | V | Saldo | Ptn. |
| ------ | ------------------------ | ---- | - | - | - | ----- | ---- |
| 1.     | VfB Gerdauen             | 8    | 4 | 1 | 3 | 23:14 | 9    |
| 2.     | SV Korschen 1919         | 5    | 3 | 1 | 1 | 13:14 | 7    |
| 3.     | SV Hindenburg Rastenburg | 3    | 3 | 0 | 0 | 13:2  | 6    |
| 4.     | SV Rössel 1921           | 4    | 2 | 0 | 2 | 9:4   | 4    |
| 5.     | Rastenburger SV          | 4    | 2 | 0 | 2 | 12:6  | 4    |
| 6.     | VfB Bartenstein          | 2    | 1 | 0 | 1 | 5:5   | 2    |
| 7.     | VfL Rastenburg           | 6    | 1 | 0 | 5 | 6:19  | 2    |
| 8.     | SV 1919 Angerburg        | 2    | 0 | 0 | 2 | 0:17  | 0    |

|  | Kampioen, geplaatst voor eindronde |

#### Overgangsronde
| Plaats | Club                     | Wed. | W | G | V | Saldo | Ptn. |
| ------ | ------------------------ | ---- | - | - | - | ----- | ---- |
| 1.     | SV Hindenburg Rastenburg | 6    | 6 | 0 | 0 | 24:6  | 12   |
| 2.     | VfL Rastenburg           | 6    | 3 | 0 | 3 | 14:19 | 6    |
| 3.     | Rastenburger SV          | 6    | 2 | 0 | 4 | 13:9  | 4    |
| 4.     | VfB Gerdauen             | 6    | 1 | 0 | 5 | 10:27 | 2    |

|  | Geplaatst voor Bezirkspokal Süd |

## Eindronde

### Groep A
| Plaats | Club                      | Wed. | W | G | V | Saldo | Ptn. |
| ------ | ------------------------- | ---- | - | - | - | ----- | ---- |
| 1.     | VfB 1900 Königsberg       | 2    | 2 | 0 | 0 | 17:1  | 4    |
| 2.     | FC Preußen 1907 Gumbinnen | 2    | 1 | 0 | 1 | 5:9   | 2    |
| 3.     | SC Lituania 1904 Tilsit   | 2    | 0 | 0 | 2 | 1:13  | 0    |

|  | Geplaatst voor finale |

### Groep B
| Plaats | Club                        | Wed. | W                 | G                 | V                 | Saldo             | Ptn.              |                   |
| ------ | --------------------------- | ---- | ----------------- | ----------------- | ----------------- | ----------------- | ----------------- | ----------------- |
| 1.     | SV Viktoria Allenstein 1916 | 2    | 2                 | 0                 | 0                 | 7:3               | 4                 |                   |
| 2.     | SV Viktoria Elbing          | 2    | 1                 | 0                 | 1                 | 3:4               | 2                 |                   |
| 3.     | SV Hindenburg Rastenburg    | 2    | 0                 | 0                 | 2                 | 3:6               | 0                 |                   |
| 4.     | Masovia Lyck (1)            |      | Gediskwalificeerd | Gediskwalificeerd | Gediskwalificeerd | Gediskwalificeerd | Gediskwalificeerd | Gediskwalificeerd |

(1): Masovia Lyck daagde niet op in de wedstrijd tegen Viktoria Allenstein en werd daarop gediskwalificeerd 
|  | Geplaatst voor finale |

### Finale
|                |                |       |                        |            |
| 5 oktober 1924 | VfB Königsberg | 4 – 2 | SV Viktoria Allenstein | Königsberg |
| 5 oktober 1924 |                |       |                        | Königsberg |

## Bezirkspokale
In de Bezirkspokalen van 1925 werden de deelnemers voor de eindronde van 1925/26 bepaald. Uit elke regio namen twee clubs deel, behalve uit Königsberg waarvan twee deelnemers uit de Bezirksliga zich rechtstreeks voor de eindronde plaatsten. 

### Bezirkspokal Ost
| Plaats | Club                 | Wed. | W | G | V | Saldo | Ptn. |
| ------ | -------------------- | ---- | - | - | - | ----- | ---- |
| 1.     | SpVgg Memel          | 3    | 3 | 0 | 0 | 19:5  | 6    |
| 2.     | SC Ost Eydtkuhnen    | 3    | 1 | 1 | 1 | 6:9   | 3    |
| 3.     | VfK Tilsit 1911/21   | 3    | 1 | 1 | 1 | 6:13  | 3    |
| 3.     | FC Preußen Gumbinnen | 3    | 0 | 0 | 3 | 4:8   | 0    |

|  | Geplaatst voor Eindronde 1925/26 |

### Bezirkspokal Süd
| Plaats | Club                     | Wed. | W | G | V | Saldo | Ptn. |
| ------ | ------------------------ | ---- | - | - | - | ----- | ---- |
| 1.     | SV Masovia Lyck          | 3    | 3 | 0 | 0 | 12:6  | 6    |
| 2.     | SV Hindenburg Rastenburg | 3    | 2 | 0 | 1 | 5:6   | 4    |
| 3.     | SV Sensburg 1920         | 3    | 1 | 0 | 2 | 8:5   | 2    |
| 3.     | VfL Rastenburg           | 3    | 0 | 0 | 3 | 1:9   | 0    |

|  | Geplaatst voor Eindronde 1925/26 |

### Bezirkspokal West
| Plaats | Club                   | Wed. | W | G | V | Saldo | Ptn. |
| ------ | ---------------------- | ---- | - | - | - | ----- | ---- |
| 1.     | SV Viktoria Allenstein | 3    | 3 | 0 | 0 | 10:5  | 6    |
| 2.     | VfR Hansa Elbing       | 3    | 1 | 1 | 1 | 8:6   | 3    |
| 3.     | SV Viktoria Elbing     | 3    | 0 | 2 | 1 | 5:8   | 2    |
| 3.     | SV Allenstein          | 3    | 0 | 1 | 2 | 5:9   | 1    |

|  | Geplaatst voor Eindronde 1925/26 |